# Koshigaya
Koshigaya (越谷市?, Koshigaya-shi) è una città giapponese della prefettura di Saitama.